# 라도울리차

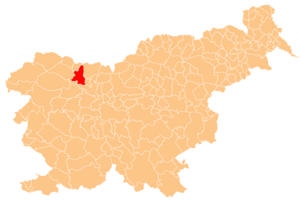
라도울리차의 위치

라도울리차(슬로베니아어: Radovljica)는 슬로베니아 북서부에 위치한 도시로 면적은 118.7km2, 인구는 18,664명(2008년 기준), 인구 밀도는 157.24명/km2이다. 전통적으로는 고렌스카 지역에 속한다.